# Lycosa iranii
Lycosa iranii is een spinnensoort uit de familie van de wolfspinnen (Lycosidae).
De wetenschappelijke naam van de soort werd in 1901 gepubliceerd door Reginald Innes Pocock.